# Interstate 794
Pour les articles homonymes, voir Route 794.
L'Interstate 794 (I-794) est une autoroute auxiliaire de 3,75 miles (6,04 km) de Milwaukee, dans le Wisconsin. Elle est l'une des deux autoroutes auxiliaires de la région métropolitaine de Milwaukee, desservant le bord du lac et le Port de Milwaukee en reliant le centre-ville et les banlieues sud-est de Saint Francis, Cudahy et South Milwaukee.

## Description du tracé
L'I-794 débute à l'échangeur avec l'I-43 et l'I-94 au centre-ville de Milwaukee. Elle continue vers l'est à travers le centre-ville et tourne vers le sud près du Lac Michigan. La route traverse la rivière Milwaukee et le Port de Milwaukee via le Pont Hoan. L'entièreté de la route est surélevée sur un viaduc. L'autoroute désignée I-794 prend fin à la sortie 3 à Carferry Drive mais l'autoroute se continue au sud comme WIS 794 jusqu'à Cudahy.

## Liste des sorties
| Interstate 794    |              |      |      |                                                |                                                     |                                                |
| Comté             | Municipalité | mi   | km   | Sortie                                         | Intersections / Destinations                        | Notes                                          |
| Milwaukee         | Milwaukee    | 0,00 | 0,00 | 1A                                             | I-94 ouest (East-West Freeway) – Madison            | Sortie 310C de l'I-94                          |
| Milwaukee         | Milwaukee    | 0,40 | 0,64 | 1B                                             | I-43 sud (North-South Freeway) / I-94 est – Chicago |                                                |
| Milwaukee         | Milwaukee    | 0,40 | 0,64 | 1C                                             | I-43 nord (North-South Freeway) – Green Bay         | Sortie 72B de l'I-43 sud                       |
| Milwaukee         | Milwaukee    | 0,60 | 0,97 | 1H                                             | St. Paul Avenue / James Lovell Street               | Sortie direction est depuis I-43 / I-94        |
| Milwaukee         | Milwaukee    | 0,70 | 1,10 | 1D                                             | Plankinton Avenue                                   | Sortie direction est depuis I-43 / I-94        |
| Milwaukee         | Milwaukee    | 0,80 | 1,30 | Pont au-dessus de la rivière Milwaukee         | Pont au-dessus de la rivière Milwaukee              | Pont au-dessus de la rivière Milwaukee         |
| Milwaukee         | Milwaukee    | 0,90 | 1,40 | 1E                                             | Jackson Street sud / Van Buren Street nord          | Indication direction est                       |
| Milwaukee         | Milwaukee    | 0,90 | 1,40 | 1E                                             | Milwaukee Street – Centre-ville                     | Indication direction ouest                     |
| Milwaukee         | Milwaukee    | 1,10 | 1,80 | 1F                                             | Lakefront                                           | Indication direction est                       |
| Milwaukee         | Milwaukee    | 1,10 | 1,80 | 1F                                             | Michigan Street / Lincoln Memorial Drive            | Indication direction ouest                     |
| Milwaukee         | Milwaukee    | 2,00 | 3,20 | Pont Hoan au-dessus de la rivière Kinnickinnic | Pont Hoan au-dessus de la rivière Kinnickinnic      | Pont Hoan au-dessus de la rivière Kinnickinnic |
| Milwaukee         | Milwaukee    | 3,10 | 5,00 | 3                                              | Port de Milwaukee                                   |                                                |
| Milwaukee         | Milwaukee    | 3,50 | 5,60 | —                                              | WIS 794 (en) sud (Lake Parkway)                     | Continue au-delà comme WIS 794                 |
| - Accès incomplet |              |      |      |                                                |                                                     |                                                |